# Agonita cribicollis
Agonita cribicollis is een keversoort uit de familie bladkevers (Chrysomelidae). De wetenschappelijke naam van de soort werd in 1900 gepubliceerd door Raffaello Gestro.